# 대한민국 민법 제346조
대한민국 민법 제346조는 권리질권의 설정방법에 대한 민법총칙 조문이다.

## 조문
제346조(권리질권의 설정방법) 권리질권의 설정은 법률에 다른 규정이 없으면 그 권리의 양도에 관한 방법에 의하여야 한다.

第346條(權利質權의 設定方法) 權利質權의 設定은 法律에 다른 規定이 없으면 그 權利의 讓渡에 關한 方法에 依하여야 한다.

## 참고 문헌
- 오현수, 일본민법, 진원사, 2014. ISBN 978-89-6346-345-2
- 오세경, 대법전, 법전출판사, 2014 ISBN 978-89-262-1027-7
- 이준현, LOGOS 민법 조문판례집, 미래가치, 2015. ISBN 979-1-155-02086-9